# Commissum divinitus
Commissum divinitus ist eine Enzyklika von Papst Gregor XVI., sie datiert vom 17. Mai 1835 und trägt den Untertitel „Über Kirche und Staat“, wobei er schwerpunktmäßig auf die Situation in der Schweiz einging. 

## Einleitung
Der in den Jahren 1830–1848 aufkommende kirchliche und politische Liberalismus führte auch in der Schweiz zu Konflikten zwischen Kirche und Staat. Die Versuche führender liberaler Kräfte, die antiklerikalen Bewegungen zu verstärken, führten zu scharfen Auseinandersetzungen zwischen Liberalen und Konservativen. In den Mittelpunkt dieser Streitigkeiten rückten die Neuordnung der Bistümer, die Frage der Klöster und des Jesuitenordens. 1834 verabschiedeten liberale Kantone die Badener Artikel.

## Gegen den Liberalismus
Papst Gregor XVI. verurteilte die Badener Sitzung als einen Angriff gegen die kirchliche Macht und bezeichnete die Badener Artikel als ketzerische Machenschaften. Er erinnerte an Jesus Christus, der die religiöse und weltliche Macht an die Kirche und nicht an die zivilen Behörden übertragen habe. In seinen Schlussworten rief er die Bischöfe auf, ihre Autorität in Disziplin und Frömmigkeit durchzusetzen und hob nochmals die zentralen apostolischen Rechte und das Primat der päpstlichen Ordnung und Gerechtigkeit hervor.